# Alea iacta est
 Alea iacta est  лат. (изговор: алеа јакта ест). Коцка је бачена. (Гај Јулије Цезар)

## Изрека другачије
По неким ауторима Цезар је рекао  аlea iacta estо  лат. (изговор: алеа јакта есто) − Нека падне коцка.

## Поријекло изреке
„Коцка је бачена“ рекао је 10. јануара 49. п. н. е.  римски војсковођа, политичар и  писац Гај Јулије Цезар, када је одлучио, упркос забрани сената, а по цијену грађанског рата, да са својим  легијама, пређе ријеку Рубикон.

## Тумачење
Изрека се говори, када је донесена одлука од деликатне важности.